# وقت التطور الفعال
تحاول فرضية الزمن التطوري الفعال  (بالإنجليزية: Effective evolutionary time) شرح التدرجات وخاصة التدرجات الجانبية في تنوع الأنواع، وتم تسمية هذه الفرضية في البداية باسم "فرضية الزمن"